# HotelsCombined
RoomGuru (Рум Гуру) — метапоисковая система по подбору отелей компании Hotels Combined PTY LTD. Компания основана в 2005 году, штаб-квартира находится в Сиднее (Австралия)..

## Информация о компании

### История
В 2005 году Юрий Шар, Брендон Маккуин и Михаил Дубински объединили свои усилия для создания глобального сайта по поиску отелей, с помощью которого пользователи могли бы получить доступ к лучшим ценам от всех ведущих туристических сайтов одновременно. Начальный капитал составили деньги, заработанные 22-летним Маккуином в закусочной «McDonalds». Все три основателя ранее работали в HotelClub, ныне являющегося частью международной компании Orbitz.
Изначально основатели HotelsCombined работали на дому, не получая никакой прибыли, и спустя 9 месяцев подготовки сайт был запущен в работу. Веб-сайт начал стабильно нарабатывать постоянную клиентскую базу, и уже через год учредители компании смогли принять на работу своего первого сотрудника.
Сайт доступен на 39 языках, предоставлял информацию о ценах в 120 различных валютах и объединял более 2 миллионов предложений от сотен туристических сайтов и сетей отелей; объём услуг, заказанных через него, составлял в год около полумиллиарда долларов. К 2014 году в компании работают 200 сотрудников, её офисы, помимо Сиднея, располагаются в Сеуле, Пекине, Лондоне, Дубае и Сан-Паулу. У HotelsCombined несколько дочерних порталов, в том числе RoomGuru.ru — на русском языке.
В 2014 году внутри компании был запущен проект Revato. Главная задача проекта в том, чтобы позволить независимым отелям и небольшим сетям напрямую предлагать пользователям сервиса свои услуги, таким образом конкурируя за клиента с другими сайтами, которые так же предлагают бронирование данного отеля. В тестовый период проект показал себя успешным и сейчас активно развивается во многих странах мира, в том числе и в России. 
Начиная с 2013 года сервис 4 раза подряд получал самую престижную в туристическом мире премию World Travel Awords, как лучший сайт по сравнению цен на отели.
В настоящий момент сайт доступен на 43 языках и обслуживает более 300 000 000 пользователей ежегодно.

## Продукт

### Технология
RoomGuru (HotelsCombined) — это метапоисковая система. Благодаря сотрудничеству с множеством онлайн туристических агентств, сетей отелей, независимых отелей RoomGuru дает возможность своим пользователям находить и сравнивать цены на отели в рамках единого поиска (уже в 2010 году HotelsCombined объединял в своём поиске информацию с более чем 30 туристических Интернет-агентств, а также в ряде случаев информацию с собственных сайтов гостиничных сетей, что положительно отличало его от конкурентов). 
В отличие от большого числа конкурентов, которые работают с сайтами бронирования по модели CPC (оплата за каждый клик, который приводит к переходу пользователя на сайт бронирования), RoomGuru работает с сайтами бронирования по модели CPA (оплата за действие) и получает вознаграждение за совершенные бронирование. Использование тако модели обязывает с особенным внимание следить за качеством подключенных к сервису систем бронирования, так как прибыль сервиса напрямую зависит от качества сайта поставщика. 
Сайт также предоставляет исчерпывающие описания и отзывы об отелях от сторонних ресурсов.

### Партнерская программа
Партнерская программа RoomGuru (HotelsCombined) позволяет предпринимателям получать прибыль, предлагая услугу сравнения цен на отели на своих веб-сайтах. Контент об отелях доступен на 43 языках, а интерфейс программы может быть полностью перенастроен, что позволяет сохранить внешний облик собственного бренда.
В апреле 2012 года компания заключила партнерское соглашение с бюджетной авиакомпанией Ryanair, став её поставщиком услуги по поиску и сравнению цен на отели RyanairHotels.com. HotelsCombined также обеспечивает работу сервиса по поиску отелей для Skyscanner, европейского сайта по сравнению цен на авиаперелеты, а также Travelsupermarket (входящей в состав Moneysupermarket), Liligo, Zoover, TripWolf, Holland.com, visitabudhabi.ae, cutpricedhotels.com, Hotels-Fairy.com, Eurail и многих других компаний по всей Европе, Ближнему Востоку и других стран мира.

## Признание
В 2010 году сайт занял 9-е место в рейтинге Deloitte Technology Fast 500 Asia Pacific Ranking, был назван «Сайтом недели» по версии издания Daily Mail, а также был включен в список лучших 10 туристических сайтов известным автором путеводителей Артуром Фроммером (Frommers.com).
В 2011 году веб-сайт HotelsCombined повторно был включен в список 10 лучших австралийских бизнес проектов по версии Deloitte’s Technology Fast 50 Program. Также в 2011 году британское издание The Independent назвало HotelsCombined одним из лучших сайтов, позволяющих сэкономить деньги своих пользователей, а Полин Фроммер назвала его «потрясающим ресурсом».
К 2014 году услуги HotelsCombined доступны на 41 языке. Количество клиентов в год достигает 300 тысяч, стоимость оказываемых услуг — 1 миллиард долларов.

### Награды
В 2010 году сайт HotelsCombined получил награду TRAVELtech в категории «Веб-сайт года» и стал финалистом премии Telstra 2010 Business Awards.
30 ноября 2013 HotelsCombined первый раз был назван лучшим сайтом по сравнению цен на отели на ежегодной церемонии World Travel Awards. С этого момента сайт уже 4 раза подряд становился обладателем данной премии.

### Медиа
Отчеты компании Hotel Price Trend, где отображается основные тенденции ценообразования на крупнейших туристических сайтах и сетях отелей, получили широкое освещение во многих мировых изданиях, в том числе Los Angeles Times  и The Australian.